# WIG-energia
WIG-energia to subindeks giełdowy spółek sektora energetycznego Giełdy Papierów Wartościowych w Warszawie.

## Charakterystyka subindeksu WIG-energia
W dniu bazowym (31 grudnia 2009) wartość indeksu była równa wartości indeksu WIG i wynosiła 3 998,60 pkt, kapitalizacja bazowa 9 652 615 000,00 zł.
W portfelu tego indeksu znajdują się spółki uwzględniane w WIG, należące do sektora energetyki.
Subindeks ten opiera się na metodologii indeksu WIG i uwzględnia również dochody z tytułu dywidend i praw poboru (dochody z tytułu dywidend i praw poboru są odejmowane od kapitalizacji spółki, wpływając na zmianę tzw. współczynnika korygującego).

## Zasady obliczania
Wartość indeksu oblicza się według wzoru:
{\displaystyle \left(\sum \limits _{i=1}^{n}P(i)*S(i)/\sum \limits _{t=1}^{n}P(0)*S(0)*K(t)\right)*B(0))}

gdzie:
S(i) – pakiet uczestnika indeksu ‘i’ na danej sesji

P(i) – kurs uczestnika indeksu ‘i’ na danej sesji

S(0) – pakiet uczestnika indeksu ‘i’ na sesji w dniu bazowym

P(0) – kurs uczestnika indeksu ‘i’ na sesji w dniu bazowym

K(t) – współczynnik korygujący indeksu na danej sesji

B(0) – wartość indeksu w dniu bazowym

## Zasady publikacji
Wartość otwarcia ogłaszana jest o 11:30 – o ile transakcje na sesji pozwolą wycenić co najmniej 65% kapitalizacji portfela. Wartość bieżąca po drugim fixingu podawana jest o 15:20. Wartość zamknięcia publikowana jest, po zakończeniu sesji o godzinie 16:35. W przypadku, gdyby anulowanie transakcji giełdowych wpłynęło na wartość subindeksu, to po sesji giełdowej powtórnie oblicza się i podaje do publicznej wiadomości wartość indeksu otwarcia, zamknięcia oraz dziennego maksimum oraz minimum tego subindeksu giełdowych. W trakcie sesji giełdowej Giełda nie ma możliwości ich powtórnego obliczania.

## Zmiany okresowe i nadzwyczajne
Zmiany okresowe dokonywane są po zakończeniu każdego kwartału w oparciu o aktualną listę sektora oraz okresowe zmiany portfela indeksu WIG (tzw. Rewizja kwartalna). Pakiety subindeksu muszą być równe pakietowi akcji, które wchodzą w skład subindeksu w indeksie WIG.
Ewentualne zmiany nadzwyczajne dokonywane są wraz ze zmianami portfela indeksu WIG.

## Skład portfela indeksu WIG-energia
- PGE Polska Grupa Energetyczna SA
- Tauron Polska Energia SA
- Energa SA
- Enea SA
- ČEZ a.s.
- Zespół Elektrowni Pątnów-Adamów-Konin SA
- Zespół Elektrociepłowni Wrocławskich Kogeneracja SA
- Polish Energy Partners SA
- Inter RAO Lietuva AB